# 男鹿脇本事件
男鹿脇本事件（おがわきもとじけん）は、1981年（昭和56年）に発覚した北朝鮮（朝鮮民主主義人民共和国）によるスパイ事件。1981年8月5日、秋田県警察摘発（検挙）。具体的な工作内容は不明である。

## 事件の概要
1981年8月5日午後10時、秋田県男鹿市の脇本海岸でゴムボートに乗っている不審人物3人を警戒中の私服警察官が発見した。そのうち1人を逮捕したが、残りの2人はゴムボートで逃走した。逮捕された男は、現金20万円と北朝鮮製の衣類などを所持していた。
その後の取り調べで、男は和歌山県生まれで在日韓国人の尹敏哲であり、北朝鮮から日本に密入国しようとしたところを逮捕されたものであることが判明した。尹は、工学院大学建築学科卒業後、東京都江戸川区西葛西に住み、都内で団体職員として勤務していたが、1981年1月頃に北朝鮮工作員として採用された。その後約6ヶ月間、北朝鮮の諜報機関より工作員としての思想教育を受けた。その後、スパイとしての訓練を受けるために北朝鮮への脱出指令が下され、1981年7月5日、男鹿市脇本海岸から出国した。
北朝鮮での1か月の専門教育を受け、
- 対韓国工作のための準備
- 在日韓国・朝鮮人に対する金日成思想（主体思想）の浸透工作

などの任務を指示され、8月5日、尹が同じ海岸から密入国しようとしたところを発見された。逃走した2名は潜入案内担当の北朝鮮工作員であり、黒い潜水服の上に救命胴衣を着用しており、腰部分にたすき掛けした紐の先に2つのポケット（懐中電灯用・無線機用と推測される）が取り付けられていた。2人は朝鮮労働党作戦部に所属する「戦闘員」と称される案内役の工作員で、日本海の沖合に停泊していた工作船で北朝鮮に帰還したと考えられる。
朝鮮総連秋田県本部は「県警によるでっち上げ」などとして、Iの釈放を求める抗議声明を発表した。尹は、同年10月16日、秋田地方裁判所において、出入国管理令違反により懲役10か月、執行猶予2年の判決を受けた。Iは、その後、韓国への強制送還を免れ、近畿地方で会社を経営したり、詩人としても活動した。2002年に出版した尹敏哲Iの詩集のプロフィールには秋田県での逮捕歴が記され、事件を題材にした詩も収載されている。
警察当局によって「男鹿脇本事件」と名付けられたこの事件は、北朝鮮工作員の潜入を水際で発見した日本警察史上に残る事件として内部で語り継がれている。しかし、I逮捕の翌日（8月6日）昼、海上保安庁が男鹿から400キロメートル沖合で、逃亡した2人を乗せた船であろうと推定される不審な船を確認し、巡視船が追跡し、7キロメートルまで接近したものの振り切られてしまった。海上保安庁は航空機も出動させたが、日本の漁業専管水域を出たため追跡を断念せざるを得なかった。